# Türkös

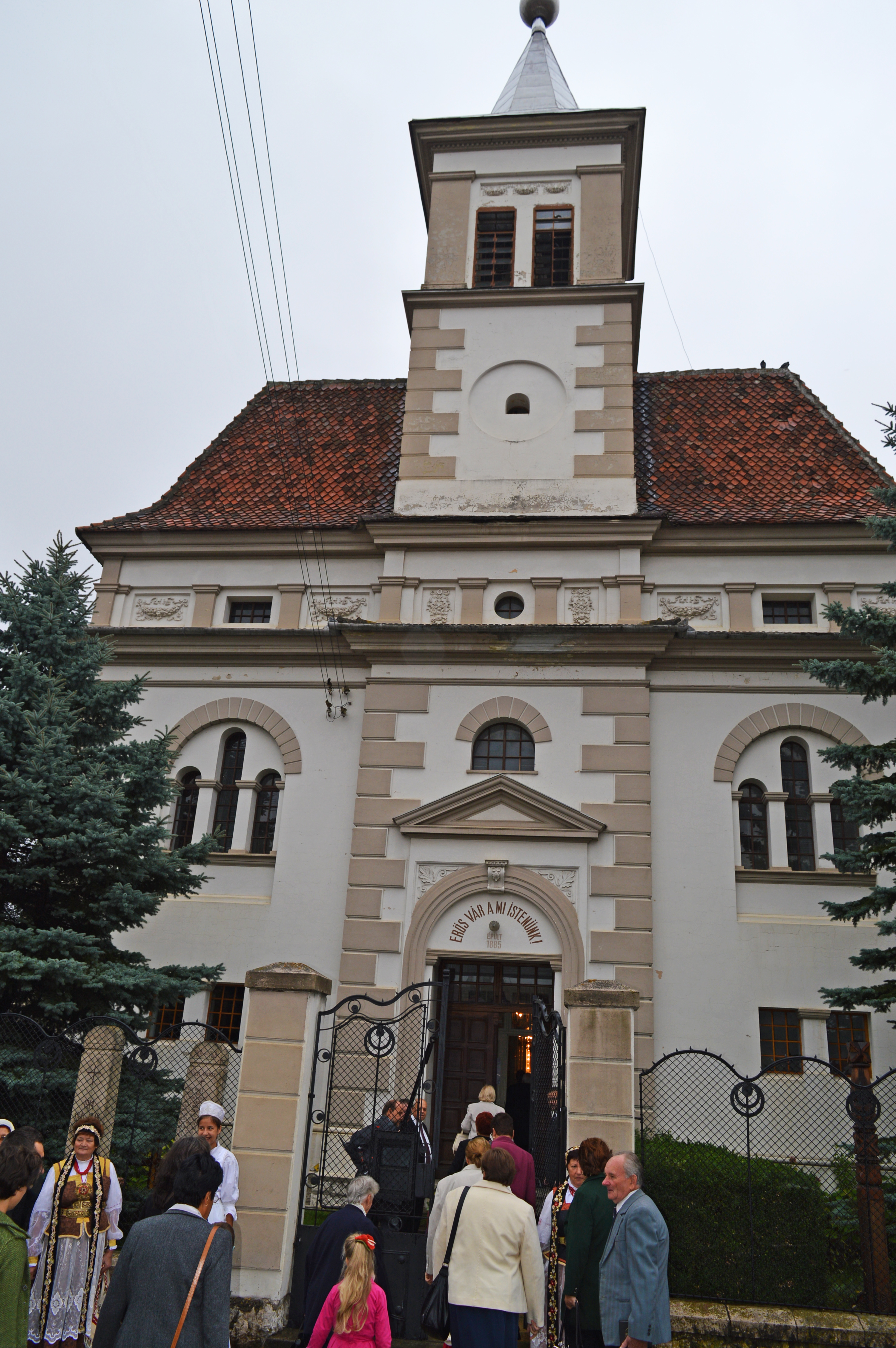
Türkösi evangélikus templom

Türkös hajdan önálló település, jelenleg Négyfalu része Romániában, Brassó megyében.

## Fekvése
Brassótól keletre, Bácsfalu és Csernátfalu közt fekvő, Négyfaluhoz tartozó csángó település.

## Története
Türkös nevét 1366-ban említették először az oklevelek Turchfalua néven, I. Lajos király ekkor adományozta a települést Ztanislaw comesnek, Bácsfaluval, Csernátfaluval és Hosszúfaluval együtt.
1456-ban Turkester, 1460-ban Therkes, 1492-ben Thewrkews, 1500-ban  Thyrkes néven írták.
1754-ben Sztoyka erdélyi püspök az eddig a jezsuiták kezén levő Türköst a jezsuitáktól elvette és a brassói ferenceseknek adta.
1888-ban a hétfalusi járáshoz tartozott.
1891-ben Türköndorf, Türkeschdorf Hétfalu egyik települése, 3277 magyar és román lakossal.
1910-ben 3235 lakosa volt, ebből 1880 magyar, 21 német, 1333 román volt, melyből 225 római katolikus, 1553 evangélikus, 1336 görögkeleti ortodox volt.

## Nevezetességek
- Római katolikus temploma 1770-ben épült Mihály arkangyal tiszteletére. 1853 és 1855 között bővítették.

## Híres szülöttei
- Tóthpál Dániel (Türkös, 1907. december 11. - Budapest, 1936. június 10.) erdélyi csángó költő.
- Bakó Géza (Türkös, 1924. szeptember 25.) magyar újságíró, szakíró.